# Sparganopseustis
Sparganopseustis là một chi bướm đêm thuộc phân họ Tortricinae của họ Tortricidae.

## Các loài
- Sparganopseustis acrocharis (Meyrick, 1932)
- Sparganopseustis aurolimbana (Zeller, 1866)
- Sparganopseustis elimata Meyrick, 1930
- Sparganopseustis flaviciliana (Walsingham, 1913)
- Sparganopseustis flavicirrata (Walsingham, 1914)
- Sparganopseustis geminorum Meyrick, 1932
- Sparganopseustis martinana Powell, 1986
- Sparganopseustis myrota Meyrick, 1912
- Sparganopseustis ningorana (Walsingham, 1914)
- Sparganopseustis niveigutta (Walsingham, 1913)
- Sparganopseustis tessellata (Walsingham, 1913)
- Sparganopseustis unipunctata (Walsingham, 1914)